# Acacia limbata
Acacia limbata é uma espécie de leguminosa do gênero Acacia, pertencente à família Fabaceae.